# Raúl Madero
Raúl Horacio Madero (* 21. Mai 1939 in Buenos Aires; † 24. Dezember 2021) war ein argentinischer Fußballspieler und Sportmediziner.

## Sportlerkarriere
Er begann seine Karriere 1959 bei den Boca Juniors. Dort bestritt er in drei Spielzeiten jedoch nur fünf Spiele, so dass er sich 1962 dem Club Atlético Huracán anschloss.
1963 wechselte er zu Estudiantes de La Plata. Hier schaffte er den Durchbruch als Profispieler. Mit Estudiantes gewann er 1967 den Torneo Metropolitano, 1968 und 1969 die Copa Libertadores sowie 1968 den Weltpokal und 1969 die Copa Interamericana.
Zwischen 1964 und 1969 bestritt Madero fünf Spiele für die argentinische Fußballnationalmannschaft.

## Medizinische Laufbahn
Im Alter von 30 Jahren beendete Madero seine Spielerkarriere und absolvierte ein Medizinstudium. Ende der 1970er Jahre war er Mannschaftsarzt bei den Argentinos Juniors, wo Diego Maradona zu dieser Zeit spielte.
1983 holte ihn sein ehemaliger Mitspieler bei Estudiantes, der frisch gebackene Nationaltrainer Carlos Bilardo, als Mannschaftsarzt zur Nationalmannschaft. In seiner Amtszeit bis 1990 wurde Argentinien 1986 Weltmeister und 1990 Vizeweltmeister. 1996 wurde Madero Mitglied der Sportmedizinischen Kommission und des Medizinischen Bewertungs- und Forschungszentrums der FIFA.
Von 2007 bis 2009 übte Madero ein zweites Mal das Amt des Mannschaftsarztes der argentinischen Nationalmannschaft aus.

## Erfolge
- Argentinische Meisterschaft: 1967 (Torneo Metropolitano)
- Weltpokal: 1968
- Copa Libertadores: 1968 und 1969
- Copa Interamericana: 1969